# 皮埃尔·格兰戈尔
皮埃尔·格兰戈尔（英語：Pierre Gringoire），（1475年—1538年），文艺复兴时期欧洲法国剧作家和诗人。
同时他也是一位演员。他写作有神迹剧和喜剧等作品。他的作品针砭时弊，为市民戏剧的代表作。